# 1998 WW31
1998 WW31 – planetoida z grupy klasycznych obiektów transneptunowych (cubewano), odkryta 18 listopada 1998 roku. 

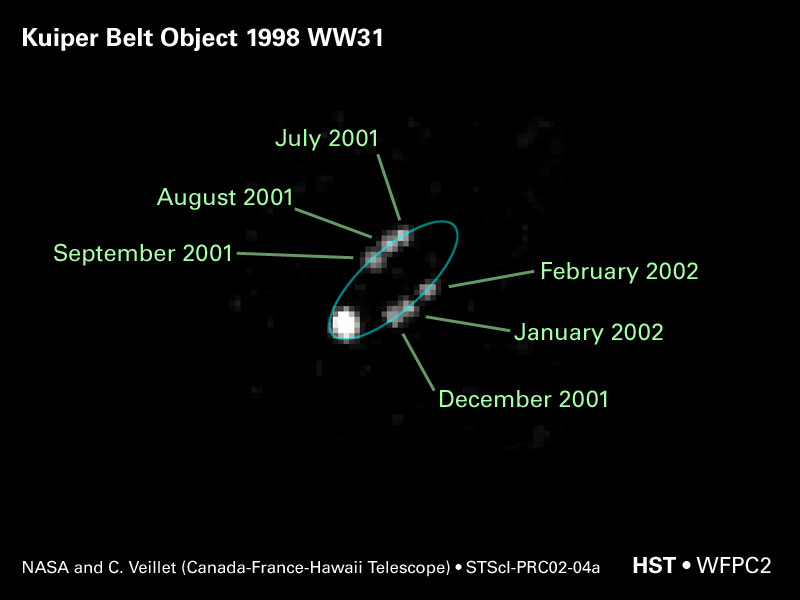
Podwójny obiekt transneptunowy 1998 WW_{31}

## Orbita planetoidy
Planetoida ta krąży w średniej odległości ok. 44,6 j.a. od Słońca po lekko eliptycznej orbicie o mimośrodzie 0,085. Wykonuje jeden obieg wokół Słońca w ciągu ok. 298 lat. Orbita 1998 WW31 nachylona jest pod kątem 6,81º do płaszczyzny ekliptyki.

## Właściwości fizyczne
Średnica tego obiektu szacowana jest na ok. 148 kilometrów. Jego średnia gęstość jest niska i wynosi ok. 1 g/cm3. Jasność absolutna tej planetoidy to 6,7m. 
1998 WW31 posiada swój księżyc, który nazwano prowizorycznie S/2000 (1998 WW31) 1. Ponieważ różnica rozmiarów obydwu ciał nie jest duża, można mówić w tym przypadku o planetoidzie podwójnej, w układzie której występuje synchronizacja ruchu obiegowego z obrotowym obydwu składników. Czas, w jakim obydwa transneptuny obiegają swój wspólny środek masy, wynosi 587,3 dnia. Masę całego układu obliczono na około 2,66×1018 kg.